# Марсель Жуандо
Марсель Жуандо (фр. Marcel Jouhandeau; нар. 26 липня 1888 р – пом. 7 квітня 1979) — французький письменник.

## Біографія
Марсель Жуандо народився в Гере, Крез, Франція, і виріс у світі жінок, яким керувала його бабуся. Під впливом молодої жінки з Ліможського монастиря кармеліток він прийняв духовну форму католицизму і деякий час думав про вступ до ордену. Однак у 1908 році він виїхав до Парижа, де навчався спочатку в ліцеї Анріха IV, а потім у Сорбонні, де почав писати. У 1912 році став професором школи в Пассі.
У молодості Марсель Жуандо почав відчувати гомосексуальні потяги. Хоча він почувався винним і вважав, що ображає Бога, його почуття сорому не завадило йому брати участь у численних гомосексуальних актах. Протягом усього свого життя Жуандо чергував оспівування чоловічого тіла з приниженням власної сексуальності. У 1914 році, під час духовної кризи, він спалив свої рукописи та зробив спробу самогубства. Коли криза минула, він знову звернувся до письменницької діяльності. Він створив Pincegrain, сільські хроніки, які принесли йому перший літературний успіх.
Під час Першої світової війни він був секретарем у своєму рідному місті Гере. У 1924 році він опублікував Pincegrain, хроніку жителів Гере, яка шокувала жителів міста. Його подорожі стали можливістю віддатися гомосексуальності, про що він розповідав у «Аматорі необережностей» (Amateur d'inprudences).
У віці 40 років він одружився з танцівницею Елізабет (Еліз) Тулемон, відомою як Каріатіс, колишньою коханкою Шарля Дюллена та близькою подругою Жана Кокто та Макса Жакоба. Вона сподівалася позбавити його гомосексуальних нахилів. У цей період він взявся за твір християнського моралізму (De l'abjection), перш ніж, на превеликий жах своєї дружини, знову потрапив в обійми чоловіків, про що писав у «Хроніці однієї пристрасті», « Елогії пристрасті» і «Тирезіасі».
Тим не менш, Жуандо та його дружина усиновили дівчинку на ім'я Селін. Після смерті Елізи в 1971 році Жуандо прожив свої останні дні в Рюей-Мальмезон зі своїм внуком Марком.
У 1938 році Жуандо опублікував чотири антисемітські статті в короткій книжці «Le Péril Juif» (Єврейська небезпека). Під час нацистської окупації Франції він прийняв запрошення Геббельса відвідати Німеччину.

## Твори
- La jeunesse de Théophile (1921)
- Les Pincengrain (1924)
- Prudence Hautechaume (1927)
- Monsieur Godeau intime (1926)
- L'amateur d'imprudences (1932)
- Monsieur Godeau marié (1933)
- Chaminadour (1934—1941)
- Algèbre des valeurs morales (1935)
- Le Peril Juif, Editions Sorlot, 1938.
- Chroniques maritales (1938)
- De l'abjection (1939)
- Essai sur moi-même (1947)
- Scènes de la vie conjugale (1948)
- Mémorial (1948)
- La faute plutôt que le scandale (1949)
- Chronique d'une passion (1949)
- Eloge de la volupté (1951)
- Dernières années et mort de Véronique (1953)
- Contes d'enfer (1955)
- Léonara ou les dangers de la vertu (1955)
- Carnets de l'écrivain (1957)
- L'école des filles (1960)
- Journaliers (1961—1978)
- Les instantanés de la mémoire (1962)
- Trois crimes rituels (1962)
- Le Pur Amour (1970)
- Pages égarées (1980)